# Břetislav I.
Břetislav I. (češko Břetislav I.) iz dinastije Přemyslidov,  znan kot "češki Ahil", je bil od leta 1034 do svoje smrti vojvoda Češke, * 1002/1005, †  10. januar 1055.

## Mladost
Břetislav je bil sin vojvode Oldřicha in Božene, ki je bila nižjega stanu. Kot nezakonski sin se ni mogel po redni poti poročiti s pripadnico višjega stanu, zato se je leta 1019 v Schweinfurtu odločil ugrabiti Judito Schweinfurtsko, hčerko bavarskega plemiča Henrika Schweinfurtskega, mejnega grofa Nordgauskega, in se z njo poročil.
Med očetovo vladavino je leta 1019 ali 1029 Poljski vzel nazaj Moravsko. Okoli leta 1031 je vdrl na Ogrsko, da bi preprečil njeno širitev pod kraljem Štefanom. Razdelitev Češke med Oldřichom in njegovim bratom Jaromírjem leta 1034 je bila verjetno razlog, da je Břetislav pobegnil iz Češke in se po  Jaromírjevi abdikaciji vrnil na češki prestol.

## Pohod na Poljsko
Leta 1035 je Břetislav pomagal cesarju Svetega rimskega cesarstva Konradu II. v njegovi vojni proti Lužičanom. Leta 1039 je vdrl v Malopoljsko in Velikopoljsko, zavzel Poznanj, oplenil Gniezno in s seboj odnesel relikvije svetega Adalberta, Radima Gaudencija in Petih bratov. Na poti domov je ponovno pridobil del Šlezije, vključno z Vroclavom. Njegov glavni cilj je bil ustanoviti nadškofijo v Pragi in ustvariti veliko državo, podrejeno samo Svetemu rimskemu cesarstvu. Njegov napad je imel nenameren trajen vpliv na poljsko zgodovino, saj je plenjenje in uničenje Gniezna poljske vladarje spodbudilo v premestitev prestolnice v Krakov, ki je to vlogo obdržal še mnogo stoletij.
Leta 1040 je nemški kralj Henrik III. napadel Češko, vendar se je bil prisiljen umakniti, potem ko je izgubil bitko pri Brůdku, prelazu v Češkem gozdu. Naslednje leto je Henrik III. ponovno napadel, obšel mejno obrambo in oblegal Břetislava v Pragi. Břetislava sta upor njegovih plemičev in izdaja praškega škofa  Šebířa prisilila, da se je odpovedal svojim ozemeljskim pridobitvam, razen Moravske, in priznati Henrika III. za svojega suverena. Leta 1042 je cesar Henrik III. podelil Břetislavu Šlezijo z zastavno pravico.
Leta 1047 je cesar Henrik III. izpogajal mirovni sporazum med Břetislavom in Poljaki. Sporazum je bil Břetislavu v prid, saj je poljski vladar v zameno za letno subvencijo v Gnieznu prisegel, da ne bo nikoli več napadel Češke.

## Notranja politika
Břetislav je bil avtor odlokov o pravilih pokristjanjevanja, ki so vključevali prepoved poligamije in trgovanja ob praznikih.
Leta 1030 se je poročil s prej omenjeno Judito Schweinfurtsko. Leta 1054 je določil pravila za dedovanje vojvodskega položaja in uvedel seniorat kot nasledstveno pravilo. Mlajši člani dinastije naj bi upravljali fevde, tehnično dele Moravske, vendar le po vojvodovi presoji. Posledica te nasledstvene politike je bila relativna nedeljivost Češke, a tudi hudi spori glede nasledstva in ozemeljskega primata med člani dinastije. Takšno stanje se je končalo s povišanjem Češke v kraljestvo pod Otokarjem I., kar je vodilo do vzpostavitve primogeniture kot vodilnega načela za pravice do nasledstva.
Břetislava naj bi nasledil njegov najstarejši sin Spytihněv z oblastjo nad vsemi češkimi posestmi. Moravska je bila vključena v Vojvodino Češko, vendar razdeljena med tri njegove starejše sinove. Olomuška apanaža je pripadla Vratislavu, znojmska Konradu I. in brnska Otonu I. Najmlajši sin Jaromír je vstopil v Cerkev in postal praški škof.
Břetislav je umrl v Chrudimu leta 1055 med pripravami na novo invazijo na Ogrsko. Na položaju češkega vojvode ga je nasledil sin Spytihněv II., ki je svoja sinova  Otona in Vratislava izključil iz vlade, vendar sta po njegovi smrti oba prevzela oblast nad Moravsko oziroma Češko.

## Družina
Břetislavova žena Judita je bila hčerka mejnega grofa Henrika Schweinfurtskega. 
Družina Přemysl je želela potrditi svoje dobre odnose z Babenberžani s poroko z Judito že leta 1020. Judita je bila zaželena nevesta, toda Oldřich Češki je imel samo enega sina, nezakonskega Břetislava, kar je zapletlo možnost poroke z visokorodno nevesto. Břetislav je težavo rešil tako, da je Judito ugrabil iz samostana v Schweinfurtu. Za ta zločin ni bil nikoli kaznovan, čez nekaj časa pa se je z Judito poročil.
Njun prvi sin Spytihněv se je rodil po skoraj desetih letih zakona, kar je privedlo do domneve, da se je ugrabitev zgodila leta 1029, čeprav je Judita morda rodila hčerke pred prvim sinom. V njunem zakonu je bilo rojenih pet sinov, ki so vsi odrasli: 
- Spytihněv II.
- Vratislav II.
- Konrad I. Brnjenski
- Oton I. Olomuški
- Jaromír, praški škof

## Zapuščina
Břetislav I. je bil pokopan v stolnici sv. Vida v Pragi, ki jo je ustanovil Venčeslav I. leta 930. Njegova grobnica je zdaj v kapeli sv. Venčeslava, zgrajeni v obdobju 1344-1366. Skupaj z več člani njegove rodbine je upodobljen na freski v rotundi sv. Katarine v Znojmu. Rutunda je bila poslikana v obdobju 1134–1161.

## Opomba
1. ↑  Natančen datum osvojitve Moravske ni znan. Češki in nekaj slovaških zgodovinarjev zagovarja starejši datum, medtem ko njihovi nemški in poljski kolegi priznavajo kasnejšega.